# اچ‌ام‌اس بردا (۱۶۷۹)
اچ‌ام‌اس بردا (۱۶۷۹) (به انگلیسی: HMS Breda (1679)) یک کشتی بود که طول آن ۱۵۰ فوت ۶ اینچ (۴۵٫۹ متر) بود.